# Özden Örnek
Özden Örnek (* 2. Februar 1943 in İzmit, Türkei; † 29. April 2018, İstanbul, Türkei) war ein türkischer Admiral, der zuletzt von 2003 bis 2005 den Posten des Oberkommandierenden der Marine (Türk Deniz Kuvvetleri) innehatte.

## Leben
Nach dem Besuch von Grundschule und Sekundarschulen in İzmit trat er 1957 zunächst in die Seekadettenanstalt (Deniz Lisesi) und absolvierte danach die Marineschule (Deniz Harp Okulu), die er 1962 als Unterleutnant zur See abschloss. Danach fand er Verwendung als Offizier in verschiedenen Marineeinheiten und Kriegsschiffen wie zum Beispiel zwischen 1964 und 1967 als Abteilungsoffizier auf einem Zerstörer. Danach absolvierte er zwischen 1967 und 1969 eine Fortbildung in den USA und war 1975 Offiziershörer an der Marineakademie (Deniz Harp Akademisi).
Nachdem er von 1980 bis 1981 Kommandant des Zerstörers TCG Adatepe (D-353) war, besuchte er 1982 die United States Naval Academy in Annapolis und war nach seiner Rückkehr bis 1984 als Stabsoffizier in der Operationsabteilung des Oberkommandos der Marine tätig. Nach einer anschließenden Verwendung von 1984 bis 1986 als Marineattaché an der Botschaft in den USA war er von 1986 bis 1987 zuerst Kommodore der 1. Sturmbootflottille und danach bis 1988 Kommodore der 2. Zerstörerflottille.
Am 30. August 1988 erfolgte seine Beförderung zum Flottillenadmiral sowie seine Ernennung zum stellvertretenden Leiter der Planungs- und Organisationsabteilung im Oberkommando der Marine. Im Anschluss war er zunächst zwischen 1989 und 1990 Chef des Stabes des Flottenkommandos und anschließend von 1990 bis 1992 Mitarbeiter im Kommando der Alliierten Seestreitkräfte Südeuropa (NAVSOUTH) der NATO in Nisida.
Nach seiner Beförderung zum Konteradmiral wurde Örnek 1992 erst Leiter der Operations- und danach der Logistikabteilung im Oberkommando der Marine, ehe er zwischen 1994 und 1995 Kommandeur der Sturmbootverbände sowie anschließend von 1995 bis 1996 Chef des Stabes des Flottenkommandos war.
Am 30. August 1996 wurde er zum Vizeadmiral befördert und war als solcher erst Leiter der Kontroll- und Evaluierungsabteilung im Oberkommando der Marine sowie im Anschluss zwischen 1997 und 1999 Chef des Marinestabes. Nach Beendigung dieser Tätigkeit war er von August 1999 bis 2001 Oberbefehlshaber des Marinekommandos Nord (Kuzey Deniz Saha Komutanlığı) in Istanbul, das unter anderem für Marmarameer, Schwarzes Meer, Bosporus und Dardanellen zuständig ist.
Im August 2001 erfolgte seine Beförderung zum Admiral sowie zugleich seine Ernennung zum Oberbefehlshaber des Flottenkommandos (Donanma Komutanlığı) im Marinestützpunkt Gölcük, zu dem unter anderem die Minenleger-, U-Boot-, Sturmboot-, Minenabwehrfahrzeug-, Logistikunterstützungs- und Marinefliegerverbände gehören.
Zuletzt wurde Admiral Örnek als Nachfolger von Admiral Bülent Alpkaya am 30. August 2003 Oberkommandierender der Marine. Diese Funktion bekleidete er bis zu seinem Eintritt in den Ruhestand am 26. August 2005 und seiner darauf folgenden Ablösung durch Admiral Yener Karahanoğlu, der bereits 2003 sein Nachfolger als Oberbefehlshaber des Flottenkommandos geworden war.